# Русская партия (Латвия)
Ру́сская Па́ртия (латыш. Krievu Partija, KP) — латвийская малочисленная партия, представлявшая интересы русского населения страны. Один из основателей и бессменный (изначально — один из) лидер — Михаил Гаврилов.
Основана как политическая организация «Центр демократической инициативы» в 1993 г. на основе существовавшей с 1989 г. одноимённой общественной организации, имевшей фракцию (достигала численности в 10 депутатов) в Верховном Совете в 1991—1993 гг. В 1993 г. в выборах Сейма ЦДИ участвовал в составе Русского национал-демократического списка, который не преодолел четырёхпроцентный барьер. В 1995 году переименован в РП.
В 1997 году РП получила два места в Рижской думе. В 1998 году Русская партия стала одним из членов объединения ЗаПЧЕЛ. Перед муниципальными выборами 2001 года она вышла из объединения. На выборах самоуправлений в 2001 году РП набрала почти 4000 голосов, что позволило Михаилу Гаврилову стать депутатом Рижской думы. В 2002 году партия получила 0,5 % голосов на выборах в Сейм.
Весной 2002 года произошёл скандал, вызванный открытым письмом двух членов Координационного совета партии — В. Петрова и П. Алексеева. Они обвиняли лидера партии в бездеятельности и превращении её в свою личную собственность. Под сомнение ставилась законность существования партии (уверяли, что в ней нет необходимых по закону 200 членов). Перед следующими муниципальными выборами 2005 года партия вступила в блок Дзимтене («Родина»), и М. Гаврилов был переизбран в Рижскую думу. В 2007 году РП присоединилась к Латвийской первой партии, а Гаврилов стал главой её «Русского центра».